# السياحة في البرازيل

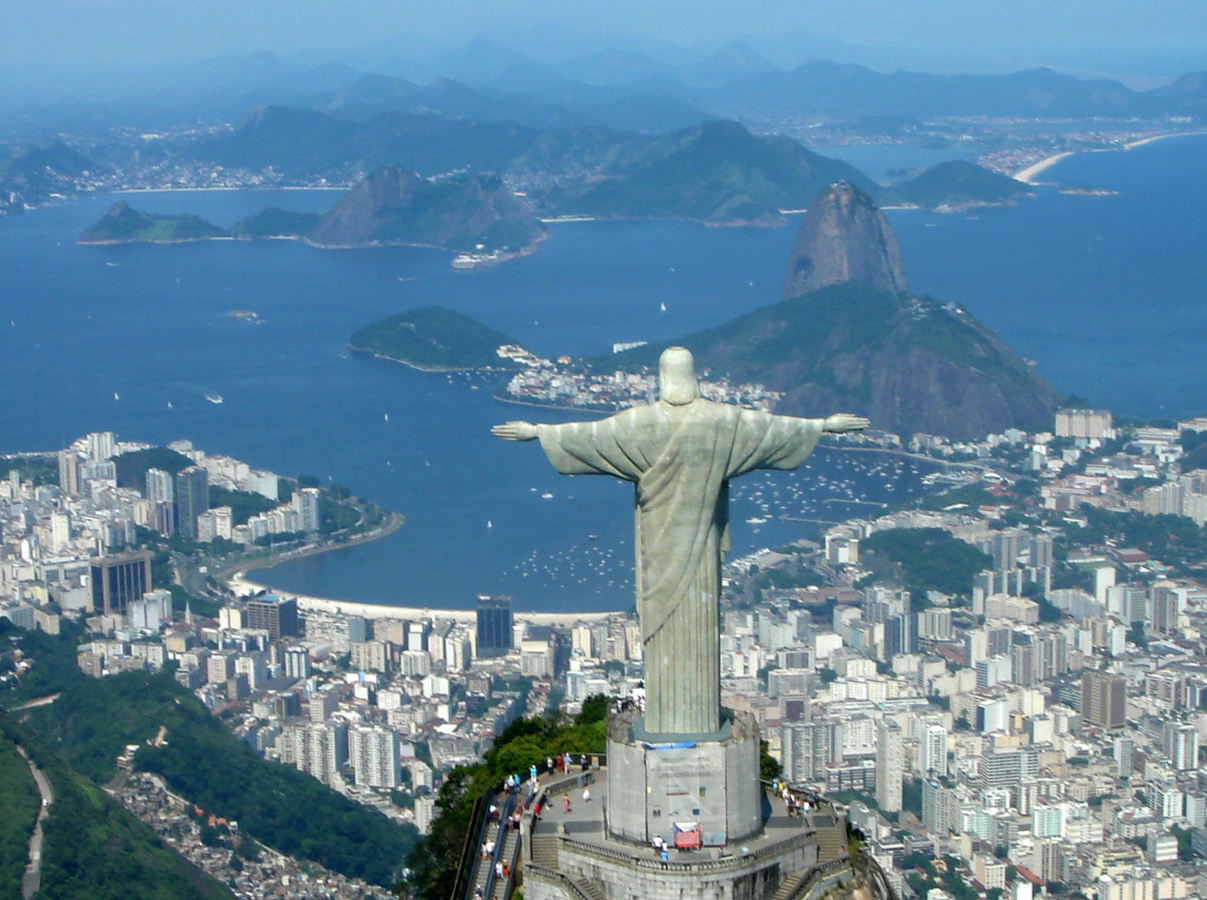
تمثال المسيح الفادي في ريو دي جانيرو.

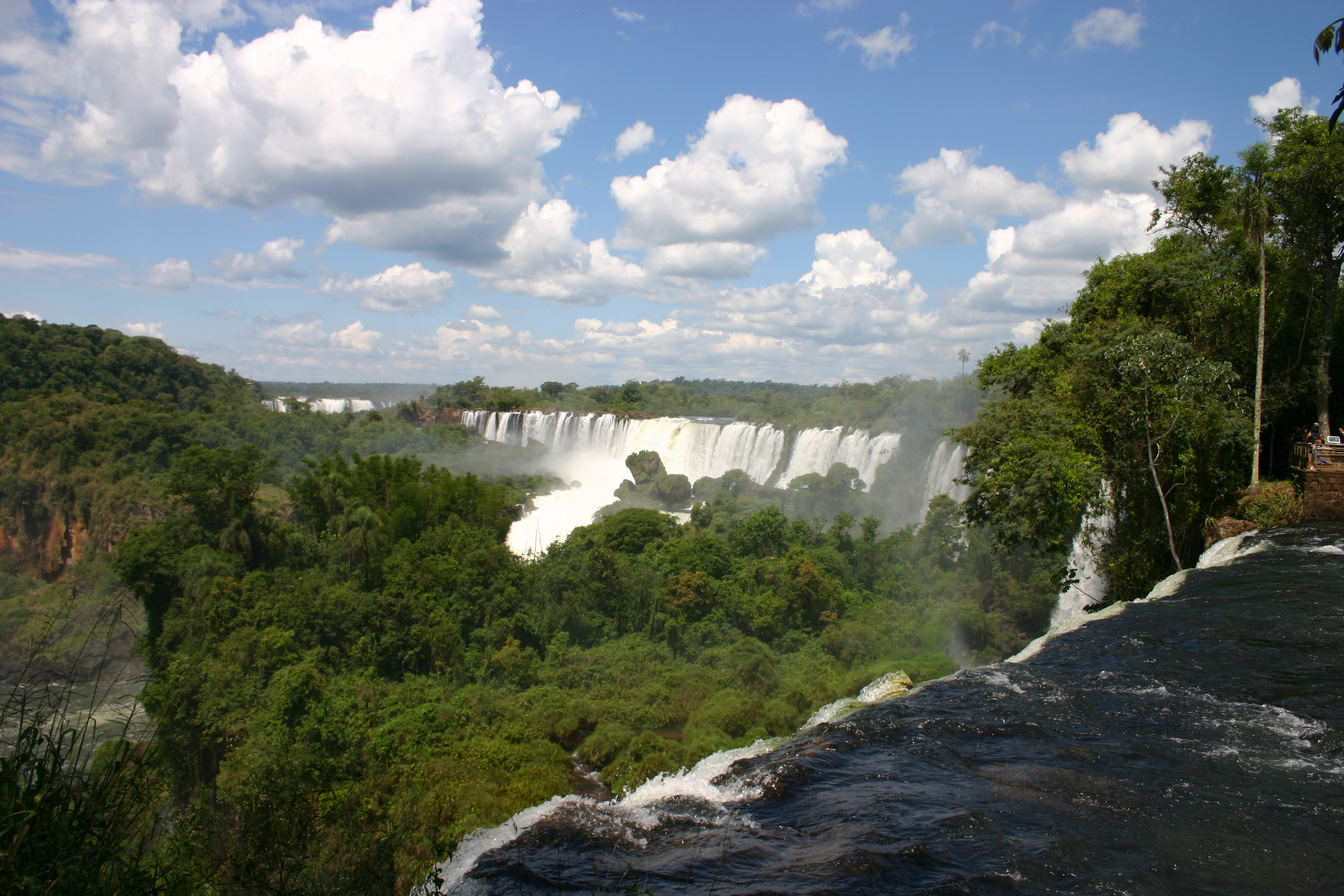
شلالات إجوازو

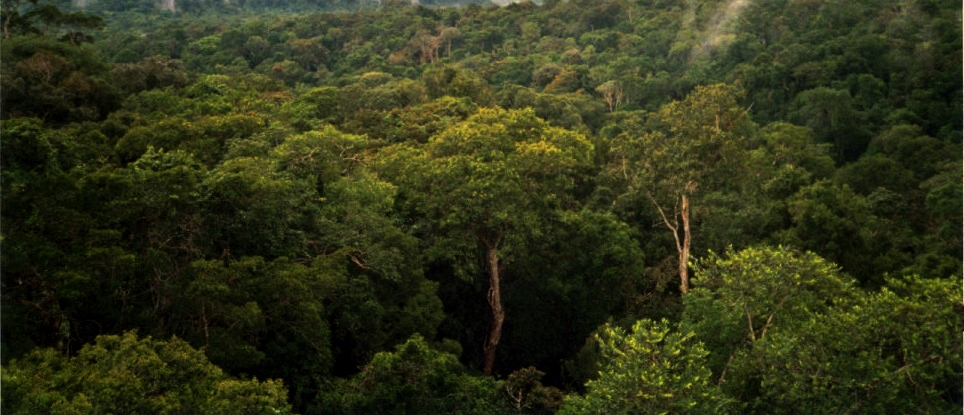
غابات الأمازون في مدينة مناؤس.

السياحة في البرازيل وهو قسم متطور و أحد مفاتيح الاقتصاد الثَمينة في البرازيل زار البرازيل في سنة 2010 5.7 مليون سائح واحتلت المرتبة الأولى في قارة أمريكا الجنوبية والثانية في أمريكا اللاتينية بعد المكسيك ورَبحت في عام 2010 من السياحة 6.6 مليار دولار على الرُغُم من الركود الاقتصادي 2008.
في البرازيل يوجد عدة أماكن سياحية منها تمثال المسيح الفادي في مدينة ريو دي جانيرو وألذي صُنفَ ضمن عجائب الدنيا السبع الجديدة وكذلك غابات الأمازون وألتي تتواجد فيها حيوانات و أشجار كثيرة غير موجوة في أماكن أُخرى من العالم وكذلك شواطئ البرازيل و الكُثبان الرملية في شمال شرق البرازيل و البانتانال في الوسط الغربي للبرازيل و شواطئ ريو دي جانيرو وسانتا كاتارينا والمناطق التاريخية و الثقافية في ميناس جرايس و المناطق الإستثمارية في مدينة ساو باولو وتتواجد في البرازيل على الحدود مع الأرجنتين شلالات إجوازو في ولاية بارانا، وتشتهر البرازيل بوجود إيقاع و رَقصة السامبا حيث تُقام عدة مهرجانات تُقام بِها هَذهِ الرقصة فَيَزورُ السواح هذه المهرجانات، وفي منطقة كوريتيبا يَتَواجَدُ هُناك المتحف النباتي، وكاتدرائية البرازيل في برازيليا.

## السياحة حسب مناطق البرازيل

### المنطقة الشمالية الشرقية
- ريو غراندي دو نورتي: ناتال، موسورو، تيباو دو سول، بارناميريم، توروس، مارتينز